# Eupithecia bohatschi
Eupithecia bohatschi là một loài bướm đêm trong họ Geometridae.